# Dingle (stacja kolejowa)
Dingle (szwedzki: Dingle station) – stacja kolejowa w Dingle, w regionie Västra Götaland, w Szwecji. Znajduje się na Bohusbanan, 119 km od Göteborga i 61 km od Strömstad. Ceglany budynek dworca został zaprojektowany przez Folke Zettervall i jest podobny do innych budynków dworcowych na Bohusbanan. Poczekalnia w budynku została zamknięta w 2007 roku.

## Linie kolejowe
- Bohusbanan